# Museo Arqueológico Rafael Larco Herrera
Das Museo Arqueológico Rafael Larco Herrera in Lima ist ein Museum in Peru.

## Daten zum Museum
Das Larco Museum befindet sich 15 Minuten vom historischen Zentrum Limas entfernt im Viertel Pueblo Libre. Das Museumsgebäude ist ein in der Zeit von Perus Vizekönigtum gebautes, großes Anwesen, das auf den Überresten einer Pyramide aus dem 7. Jahrhundert steht. Das weiße Gebäude ist in der typischen Architektur der Stadt Trujillo aus der Zeit des 18. Jahrhunderts errichtet. Es beherbergt eine Sammlung präkolumbischer Kunst, die mit ihren 45.000 Exponaten 4.000 Jahre Geschichte abdeckt. Die Stücke der Sammlung sind dabei vielfältiger Natur: So finden sich Skulpturen, Textilien, Keramik und Schmuck aus unterschiedlichen präkolumbischen Zivilisationen Perus. Obwohl das Museum hauptsächliche für seine Moche-Kollektion bekannt ist, beinhaltet es auch eine breite Palette an Cupisnique-, Lambayeque-, Virú-, Chimú- und Inka-Exponaten. Die Galerien sind chronologisch und historisch geordnet und enden mit einer Sammlung erotischer Kunstgegenstände, die bei den Besuchern sehr beliebt ist. Das Larco Museum gehört zu den wenigen Museen auf der Welt, dessen Lager auch für das Publikum zugänglich ist.

## Geschichte
Das Museum wurde 1926 in Trujillo gegründet und 1962 nach Lima verlegt. Es stellt vor allem die Sammlung des peruanischen Archäologen Rafael Larco Hoyle aus, der das Museum nach seinem Vater, Rafael Larco Herrera, benannte, unter dessen Einfluss er sich für die Archäologie Perus zu interessieren begonnen hatte. Rafael Larco Herrera besaß selbst eine Sammlung präkolumbischer Artefakte aus dem Norden Perus, die er später seinem Sohn vermachte.
Dieser vergrößerte sehr schnell die Sammlung seines Vaters, indem er Objekte kaufte, die hauptsächlich aus dem Norden des Landes wie dem Río-Chicana-Tal und anderen Tälern nahe Trujillo sowie dem Flusstal des Río Virú oder aus Chimbote stammten. 1926 begann er, seine Stücke auf dem Familienbesitz, einer Zuckerrohr-Plantage in Chiclin, unter dem Namen Muséo Rafael Larco Herrera auszustellen.
Später kamen andere private Sammlerstücke hinzu, doch bei der Klassifizierung der Objekte bemerkte Rafael Larco Hoyle, dass viele unter ihnen nicht die gleichen charakteristischen Merkmale aufwiesen. Ab diesem Punkt entschied er sich selbst zu recherchieren. Daher unternahm er wichtige Ausgrabungen im Virú-Tal und seiner Umgebung. Er entdeckte so die Cupisnique-, Salinar-, Virú- und Lambayeque-Zivilisationen und wurde der große „Entwickler“ der Mochicas. 1949 wurde die Larco-Familie gezwungen nach Lima umzuziehen. Dort ließ er das Museum bauen, um den Fortbestand seiner Sammlung zu sichern.
Die neuen Räumlichkeiten enthalten das gesamte Material (Schlösser, Balken etc.) des ehemaligen Gebäudes. Das Museum ist im Privatbesitz und wird auch nicht staatlich finanziert. Es umfasste ursprünglich sechs Ausstellungsräume, ein Gewölbe zur Ausstellung von Gold- und Silber-Artefakten, elf Lagerräume, vier Büros, ein Labor, ein Atelier, einen Garten, einen Konferenzraum und eine Terrasse für größere Steingegenstände. Als Larco 1966 starb, zählte das Museum schon mehr als 40.000 Ausstellungsstücke. 2009 wird es komplett renoviert und vergrößert.
Heute wird das Museum von Rafael Larco Hoyles Enkelsohn Andrés Alvarez Calderón geführt, der sich ganz der Erhaltung des Familienerbes widmet. Das Museo Arqueológico Rafael Larco Herrera ist das Resultat einer einzigartigen Familienzusammenarbeit. Heute ist das Museum ein Komplex aus 13 Sälen, die geografisch und chronologisch geordnet sind.

## Dauerausstellung
Der Eingang des Museums weist die charakteristischen Merkmale einer lateinamerikanischen Hazienda auf. Besucher werden dort vom Gesang des offiziellen Museums-Kanarienvogels begrüßt. In der Mitte des Innenhofs befindet sich ein Lúcumabaum, ein typischer peruanischer Obstbaum. Der erste Saal erzählt die Geschichte des Museumsgründers, fasst die archäologischen und geographischen Eigenschaften Perus zusammen und liefert einen chronologischen Überblick über die unterschiedlichen Zivilisationen Perus. Die folgenden Räume sind den verschiedenen Kulturen der vier Regionen des Landes gewidmet.
- Nord: Cupisnique, Virú, Salinar, Vicús, Mochica, Lambayeque, Chimú und Inka.
- Zentrum: Lima, Chancay und Inka.
- Süd: Paracas, Nazca, Chinca und Inka.
- La Sierra: Chavin, Huari, Chachapoya und Inka.

Die Mehrheit der Keramiken sind aus der Mochica-Zeit. Ein ganzer Raum stellt die Rituale der Opferzeremonien der Mochicas dar.
Auch gibt es viele Goldstücke im Museo Larco. Zum Beispiel ein Ensemble aus goldenem Stirnschmuck. Es kommt aus der Chimuzeit (1300–1532) und hat eine seitliche Ornamentur, die wie Federflügel von Vögeln erscheinen. Das Hauptmuster des Stirnschmucks besteht aus einem Katzenkopf mit Vogelsschnabel. An seinen Ohrpflöcken hängen Schlangen.

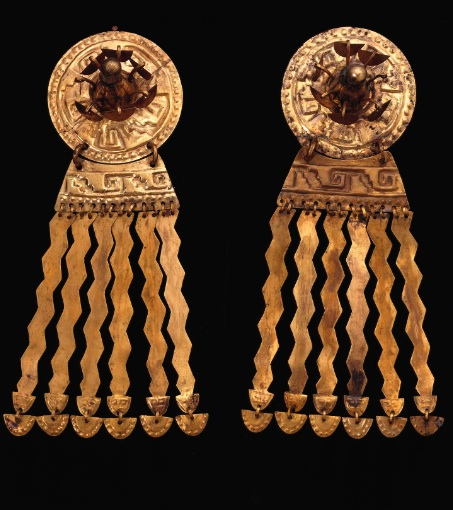
Goldohrringe
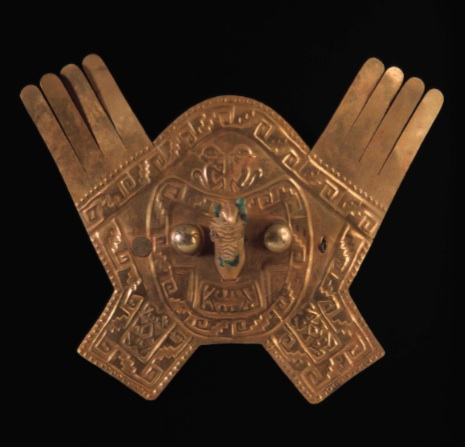
Stirnschmuck
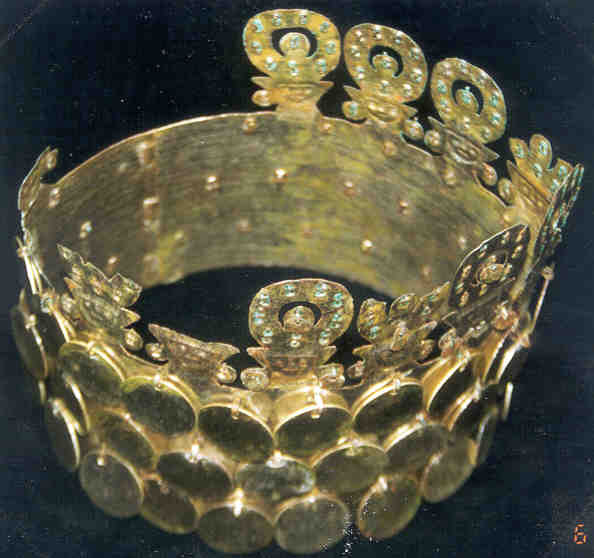
Nach der Restaurierung
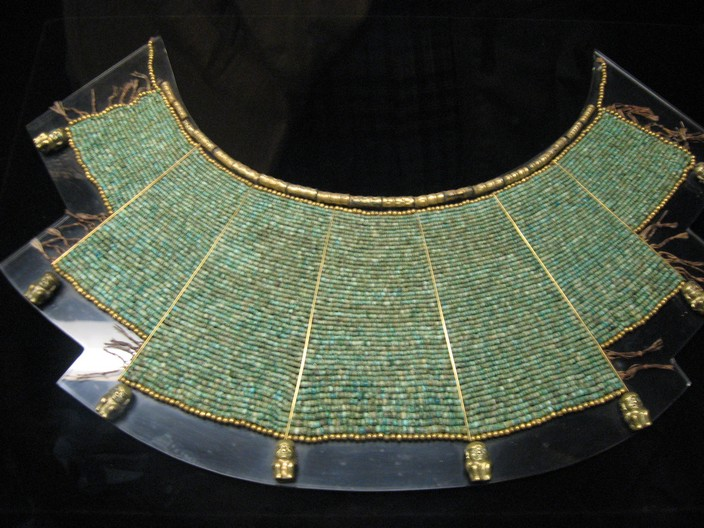
Dekoration
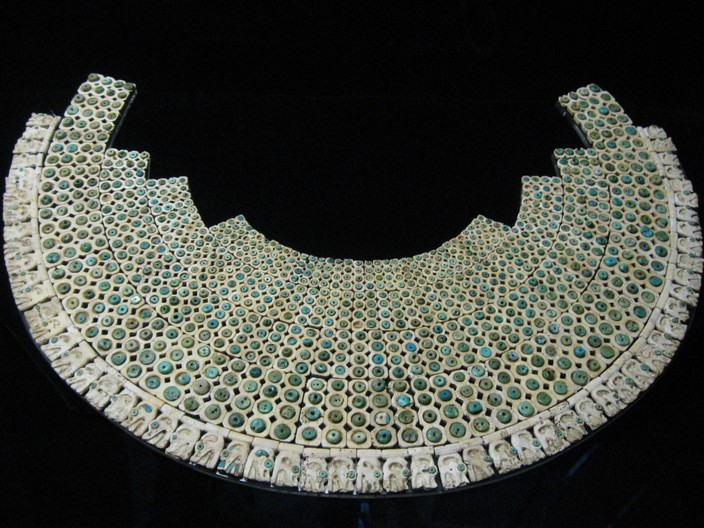
Halskette
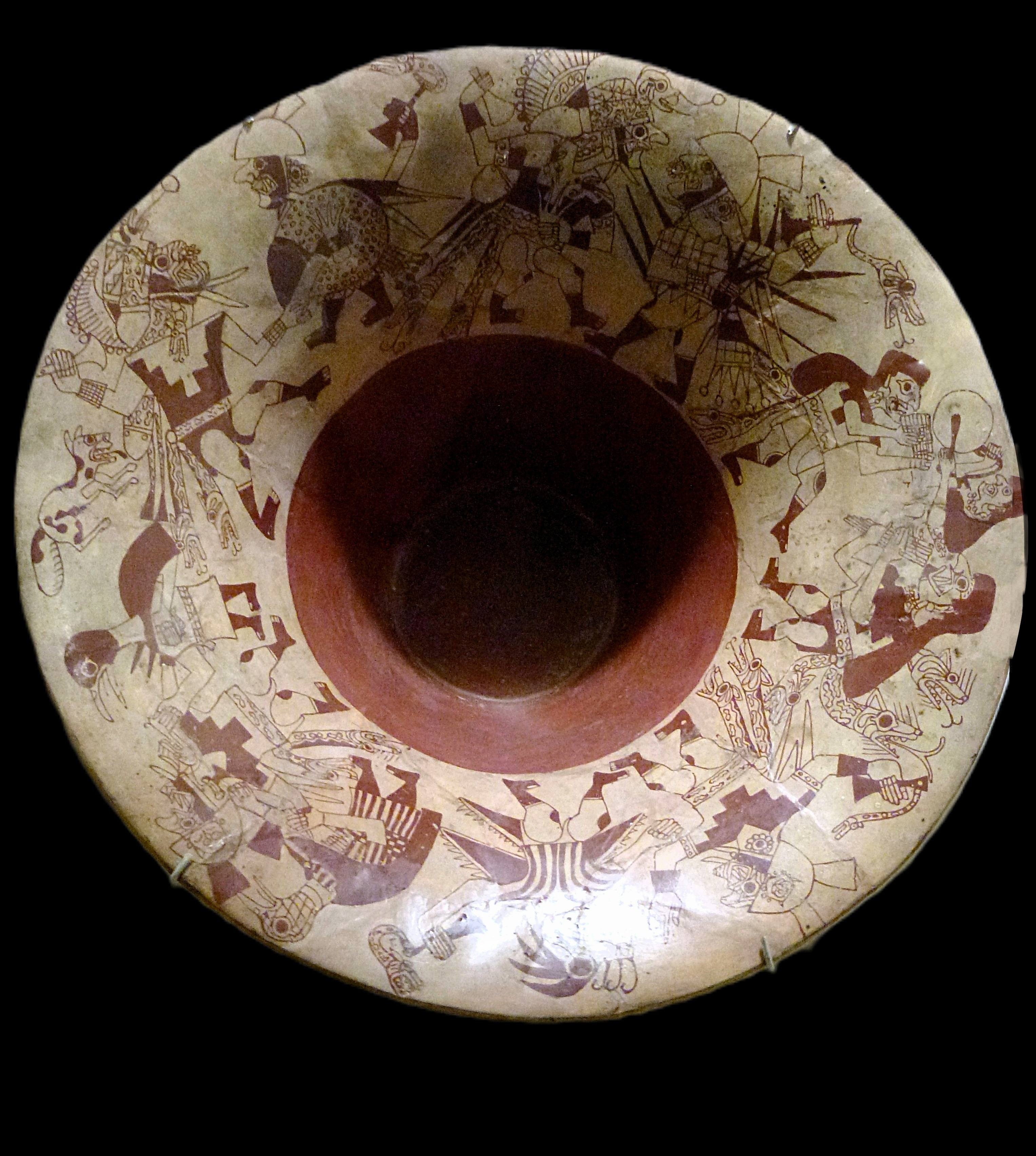
Keramikkrug mit ausgestelltem Rand

## Weltausstellung
Das Museum präsentiert seine Exponate auch anderen Museen der Welt.
So konnten über 5 Millionen Zuschauer bereits Stücke aus der Sammlung des Museums sehen.
Diese Praxis war in Peru lange unüblich und das Larco Museum war in den 1990er Jahren das erste Museum, das anfing Exponate auszuleihen.

## Konservierung und Restaurierung
Eine Gruppe von Angestellten des Museums ist für Konservierung und Restaurierung der Fundstücke zuständig. Mit über 80 Jahren Erfahrung genießt es den Ruf, eines der renommiertesten des Landes zu sein. Das Team trägt ebenfalls zur Konservierung und Restaurierung anderer öffentlicher, aber auch privater Sammlerstücke, bei und arbeitet mit archäologischen Projekten und Institutionen zusammen.

## Das Museumscafé und Boutiquen

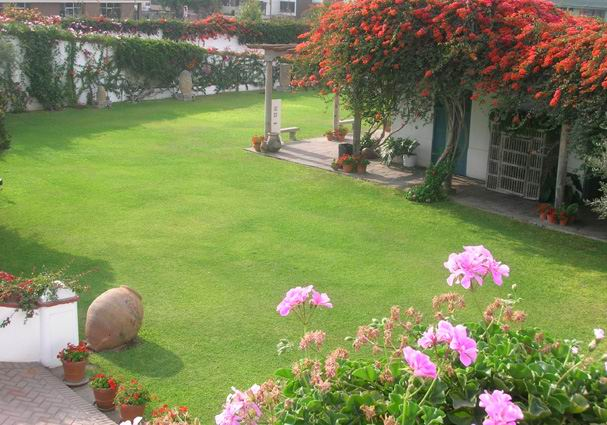
„Limas schönster Garten“ 2009.

Im Museum befindet sich ein Café-Restaurant, wo Getränke sowie peruanische und europäische Speisen angeboten werden. Dieses liegt in einem Garten, der 2009 den Preis „Limas schönster Garten“ gewann und vom peruanischen Koch Gastón Acurio gegründet wurde. Die Innenarchitektur wurde vom Architekten Jordi Puig entworfen. In Boutiquen werden Nachbildungen von ausgestellten Objekten sowie Schmuck und Kleidung der Anden angeboten.